# Typ D (1944)
Die U-Boot-Klasse Typ D (japanisch 甲標的丁型[潜水艦] kō-hyōteki tei-gata [sensuikan], deutsch ‚Zielscheibe A, Typ-D[-U-Boot]‘) bzw. Kōryū (蛟竜/蛟龍, „[Wasser-]drache“, im übertragenen Sinne auch etwa „verkanntes Genie“) genannt, war eine Klasse in Serie produzierter Kleinst-U-Boote der Kaiserlich Japanischen Marine. Sie ging aus dem 1943 entwickelten Typ C hervor, kam jedoch vor dem Kriegsende nicht mehr zum Einsatz.

## Entwicklungsgeschichte
Der Typ D (eigentlich tei aus dem kō-otsu-hei-tei-Nummerierungssystem) bestand im Wesentlichen aus einer Mischung der Typen B und C. Er vereinigte alle bis dato gesammelten Erfahrungswerte, konnte jedoch nicht alle Schwächen der Vorgänger ablegen. So wurde die lange Ladezeit der Batterien während des Einsatzes mithilfe der Dieselmotoren von 18 Stunden als unbefriedigend angesehen, sodass die japanische Marineführung auch den Typ D nicht für den Einsatz im erweiterten Küstengebiet nutzen konnte. Sein Einsatz blieb damit weiter auf das engere Küstenvorfeld beschränkt beziehungsweise erforderte ein Trägerschiff, das es in ein Operationsgebiet auf offener See brachte. Das Erprobungsschiff erhielt nach seiner Fertigstellung Mitte 1944 die Bezeichnung Ha 77 und zeigte in anschließenden Erprobungsfahrten gute Ergebnisse. Nach geringfügigen Modifikationen konnte die Serienproduktion jedoch aufgrund der sich verschlechternden Kriegslage im Pazifikkrieg erst im Juli 1945 beginnen.
Die Änderungen nach den Erprobungsfahrten betrafen in erster Linie die Verkürzung der langen Batterieladezeit von 18 Stunden, die durch einen 150 PS leistenden Dieselmotor auf acht Stunden verkürzt werden konnte. Aufenthaltsraum und Zentrale wurden für die Aufnahme von fünf Personen entsprechend größer gestaltet. Die Reichweite betrug bei Überwasserfahrt mit 4,5 t Betriebsmitteln 1000 sm bei 8 kn bzw. bei Unterwasserfahrt 320 sm bei 6 kn. Die Montage des Bootes, das eine Tauchtiefe von 100 Metern erreichte, erfolgte mittels fünf vormontierter Sektionen, die zusammengesetzt wurden. Die Primärbewaffnung bestand aus zwei übereinanderliegenden 45-cm-Torpedos vom Typ 98 im Bug. Die Verlegung der Boote in Operationsgebiete, die außerhalb ihrer Reichweite lagen, sollte mittels der eigens dafür gebauten Schnelltransporter vom Typ LST I erfolgen. Dort angekommen, konnten die Boote, die zuvor auf dem Deck festgemacht waren, durch Gleitschienen zu Wasser gebracht werden.
Bei Kriegsende im September 1945 waren folgende japanische Werften mit dem Bau der Kōryū beschäftigt:
- Marinewerft in Kure: 100 Boote im Bau, 60 fertiggestellt
- Marinewerft in Maizuru: 50 Boote im Bau, 14 fertiggestellt
- Marinewerft in Yokosuka: 50 Boote im Bau, 6 fertiggestellt
- Werft Harima in Aioi 39 Boote im Bau
- Werft Hitachi auf Mukaijima (im heutigen Onomichi): 30 Boote im Bau, 2 fertiggestellt
- Werft Kawasaki in Kōbe: 47 Boote im Bau
- Werft Mitsubishi in Kōbe: 17 Boote im Bau
- Werft Mitsubishi in Nagasaki: 60 Boote im Bau, 3 fertiggestellt
- Werft Mitsubishi in Yokohama: 32 Boote im Bau
- Nikita Iron Works: 12 Boote im Bau
- Mitsui in Tamano: 30 Boote im Bau, 30 fertiggestellt

Fertiggestellt waren demnach 115 Boote und weitere 496 Boote befanden sich in der Endfertigung. Ursprünglich waren bis September 1945 570 Boote vorgesehen worden. Danach sollte die Fertigung bei 180 Booten je Monat liegen. Wegen des Mangels an Torpedos gegen Kriegsende wurde eine unbekannte Anzahl von Koryu im Bugbereich mit TNT-Sprengladungen zwischen 585 und 600 kg versehen, die als Selbstopferboote fungieren sollten. Zu einem Kriegseinsatz der Boote kam es allerdings nicht mehr.